# Vincent Kompany
Vincent Jean Mpoy Kompany (Uccle, 10 de abril de 1986) é um treinador e ex-futebolista belga que atuava como zagueiro. Atualmente comanda o Bayern de Munique.

## Carreira como jogador

### Anderlecht e Hamburgo
Formado nas categorias de base do Anderlecht, iniciou sua carreira no clube belga em 2003, aos 17 anos. Em julho de 2006 foi contratado pelo Hamburgo, revelando que havia sido sondado pelo Chelsea e pelo Lyon, mas que acabou recusando ambas as propostas.

### Manchester City
Já em agosto de 2008, foi contratado pelo Manchester City e assinou por quatro temporadas. No início da temporada de 2011–12, foi escolhido como capitão do time pelo treinador Roberto Mancini.
Após onze temporadas vestindo a camisa dos Citizens, onde conquistou vários títulos e tornou-se um dos maiores jogadores da história do clube, teve sua saída oficializada no dia 19 de maio de 2019.

### Retorno ao Anderlecht
Aos 33 anos, teve o seu retorno oficializado pelo Anderlecht no dia 25 de junho, chegando como jogador-treinador.

## Seleção Nacional
Estreou pela Seleção Belga principal no dia 18 de fevereiro de 2004, com apenas 17 anos de idade, em um amistoso contra a França. Tornou-se capitão da Bélgica a partir de novembro de 2011, designado pelo treinador Georges Leekens.
Devido a uma lesão na coxa ocorrida durante o jogo de volta contra o Real Madrid, válido pela semifinal da Liga dos Campeões da UEFA, o zagueiro não pôde ser convocado para a Euro 2016.

## Carreira como treinador

### Anderlecht
Anunciou a sua aposentadoria como jogador no dia 17 de agosto de 2020, afirmando estar completamente focado em seu trabalho como treinador do Anderlecht. Com um contrato de quatro anos, Kompany declarou que esperaria levar o clube belga novamente ao título nacional, depois de três anos sem levantar a taça.

### Burnley
Retornou ao futebol inglês em 2022, sendo anunciado pelo Burnley no dia 14 de junho. O treinador realizou uma grande temporada pelos Clarets, levando o clube às quartas de final da Copa da Inglaterra e comandando a equipe na conquista da EFL Championship, seu primeiro título como treinador.

### Bayern de Munique
Em 29 de maio de 2024, o Bayern de Munique anunciou a sua contratação como novo técnico do time, substituindo Thomas Tuchel. Segundo o jornalista Fabrizio Romano, o clube alemão pagou 12 milhões de euros (R$ 67 milhões) ao Burnley para a liberação do belga, que tinha vínculo com o clube inglês até 2028.

## Estatísticas como treinador
Atualizadas até 22 de janeiro de 2025
| Clube             | Período   | Jogos | Vitórias | Empates | Derrotas | Aproveitamento |
| ----------------- | --------- | ----- | -------- | ------- | -------- | -------------- |
| Anderlecht        | 2020–2022 | 90    | 41       | 30      | 19       | 56.67%         |
| Burnley           | 2022–2024 | 96    | 41       | 24      | 31       | 51.04%         |
| Bayern de Munique | 2024–     | 27    | 20       | 3       | 4        | 77.78%         |
| Total             | Total     | 219   | 103      | 61      | 55       | 56.32%         |

## Títulos

### Como jogador
Anderlecht
- Jupiler Pro League: 2003–04 e 2004–05

Hamburgo
- Copa Intertoto da UEFA: 2007

Manchester City
- Copa da Inglaterra: 2010–11 e 2018–19
- Premier League: 2011–12, 2013–14, 2017–18 e 2018–19
- Supercopa da Inglaterra: 2012 e 2018
- Copa da Liga Inglesa: 2013–14, 2015–16, 2017–18 e 2018–19

### Prêmios individuais
- Troféu Alan Hardaker: 2016 e 2018

### Como treinador
Burnley
- EFL Championship: 2022–23

Bayern de Munique
- Bundesliga: 2024–25[16]
- Supercopa da Alemanha: 2025[17]